# كنيسة دورا يوروبوس

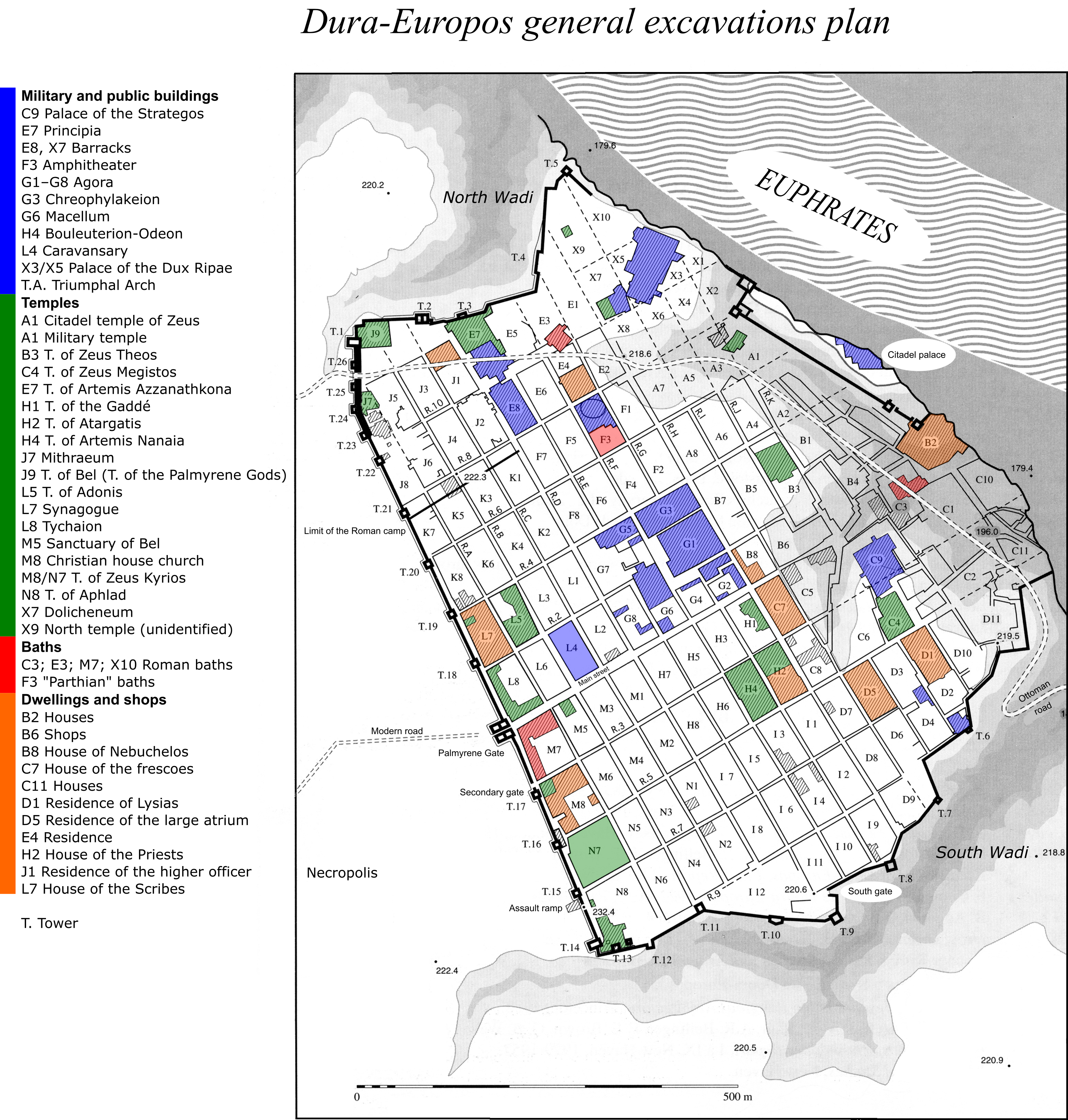
موقع الكنيسة في دورا يوروبوس، المميزة بـ م8

رسم متساوي القياس للكنيسة

تعد كنيسة دورا يوروبوس أقدم كنيسة منزلية تم التعرف عليها. كانت تقع في دورا يوروبوس، سوريا، وهي من أقدم الكنائس المسيحية المعروفة. يُعتقد أنها كان منزلًا عاديًا حوله إلى مكان للعبادة بين عامي 233 و256، ويبدو أنه تم بناؤه وفقًا لتقليد دورين، ويتميز باستخدام الطوب اللبن وتصميم يتكون من غرف تحيط بالفناء، وهو ما كان مميزًا بنى معظم المنازل الأخرى في منطقة دورا يوروبوس. قبل هجر المدينة عام 256 أثناء حصار دورا يوروبوس، بنى الرومان منحدرًا يمتد من سور المدينة، مما أدى إلى دفن مبنى الكنيسة بطريقة سمحت بالحفاظ على جدرانه، مما مكن علماء الآثار من التنقيب عنه في نهاية المطاف في عام 1933. كان أقل شهرة وأصغر حجمًا وأكثر تواضعًا في الديكور من كنيس دورا يوروبوس القريب، على الرغم من وجود العديد من أوجه التشابه بينهما.
اكتشفت الكنيسة من قبل فريق فرنسي أمريكي من علماء الآثار خلال حملتي التنقيب في المدينة من عام 1931 إلى عام 1932. تمت إزالة الفريسكو بعد اكتشافها وحفظت في معرض الفنون بجامعة ييل.
مصير الكنيسة بعد احتلال داعش للأراضي السورية خلال الحرب الأهلية السورية غير معروف؛ من المفترض أن المبنى قد تم تدميره.

## التاريخ

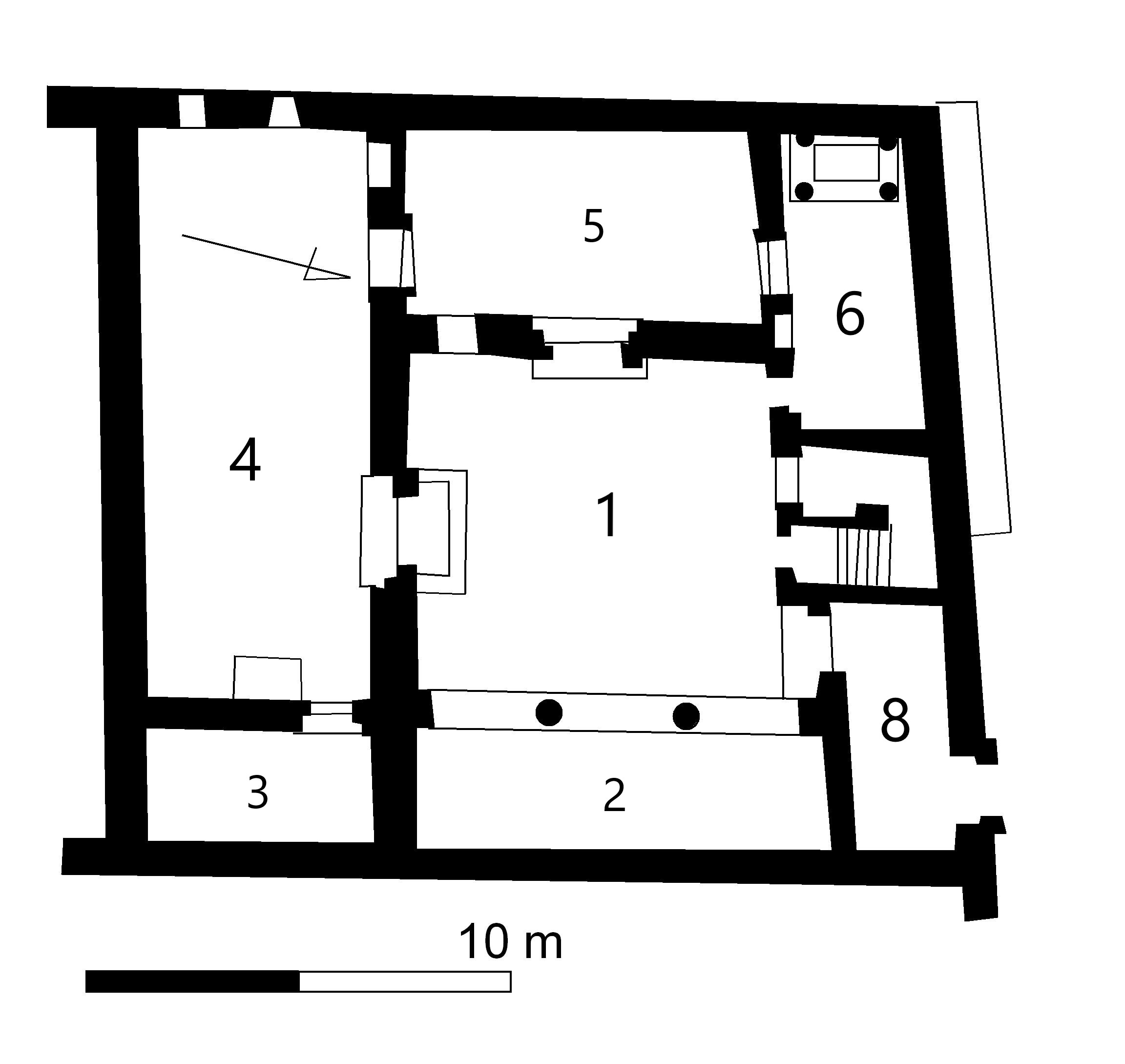
مخطط الكنيسة. فوق اليمين يوجد المعمودية.

كانت الكنيسة المسيحية في دورا يوروبوس بمثابة مسكن خاص قديم في المبنى م8 بالمدينة القديمة، على طول السور الغربي للمدينة، مقابل البوابة 17، على بعد مسافة قصيرة جنوب المدينة. الباب الرئيسي. يعد تصميم هذا المنزل نموذجيًا للهندسة المعمارية المحلية المحلية. كان يحتوي على فناء مركزي مربع تم ترتيب الغرف المختلفة حوله. وكان الوصول من الشارع بابًا متواضعًا.

تم تأريخ بناء المبنى باستخدام نقش على الجبس يُظهر التاريخ 232/233. تم كتابة النقش على جص مبلل ثم تمت تغطيته فيما بعد. ربما تم بناء المنزل على قطعة أرض غير مطورة؛ وكان أكبر قليلاً من متوسط الحجم المستخدم للمساكن الفردية في دورا. كان المبنى شبه منحرف، ومقاسه تقريبًا 17.4 متر من الشمال إلى الجنوب. تم احتلال الجزيرة م8 لفترة وجيزة بواسطة مبنى - ربما منزل خاص - خلال القرن الأول الميلادي، ولكن تم تدميرها بحلول بداية القرن الثاني، استنادًا إلى السماكة الكبيرة لطبقة الهجر يغطي بقاياه. جاء بناء المسكن الأول على الجزيرة بعد الاحتلال الروماني عام 165، وتلاه إنشاءات أخرى في سنوات النمو الحضري القوي المصاحب للتعزيز العسكري للمدينة (209-211). وكان المنزل محاطًا بمباني أخرى من الجانب الشرقي لكن المنطقة الجنوبية ظلت شاغرة. ربما حدث التحول إلى كنيسة مسيحية في عام 240/241.

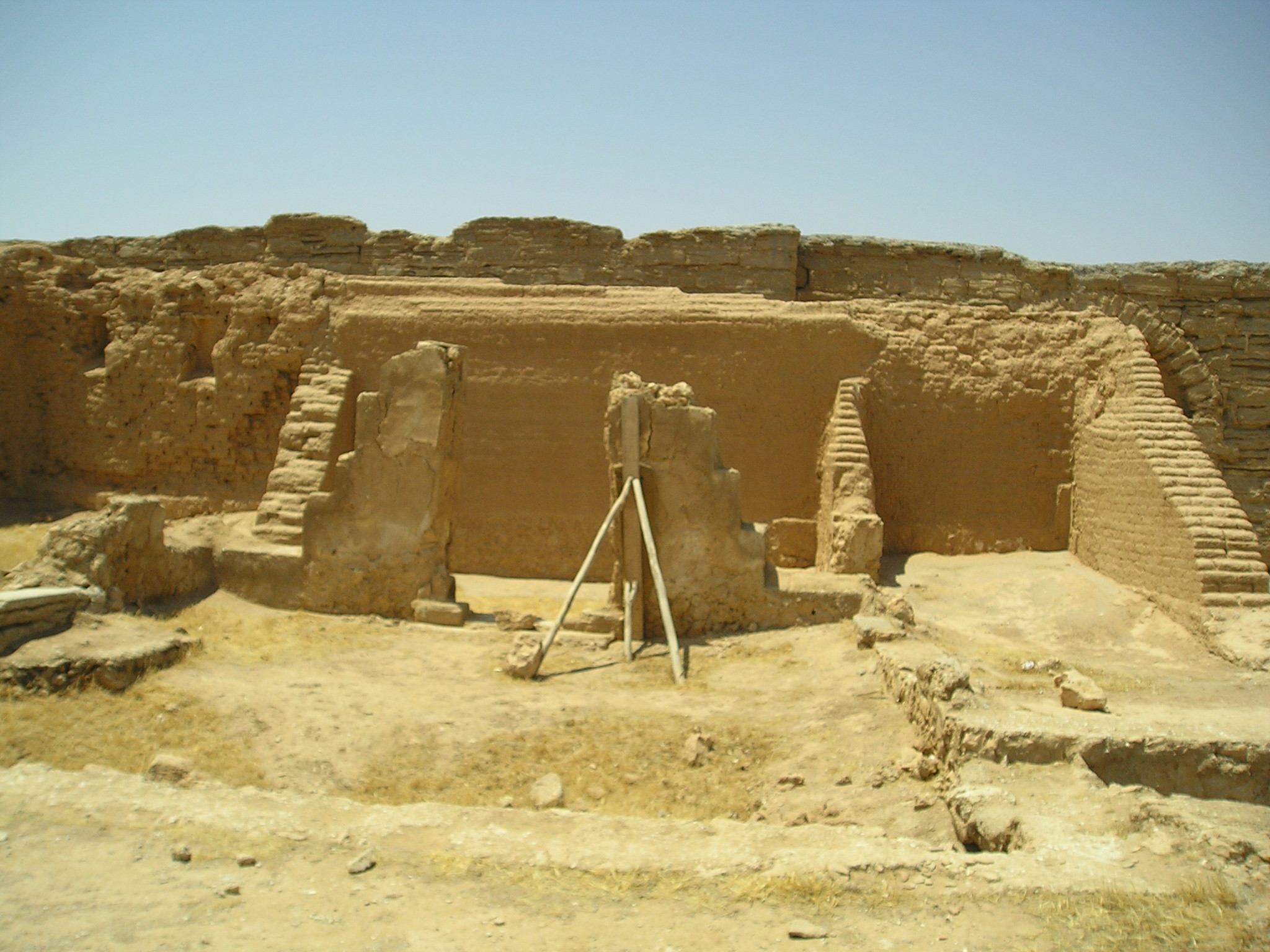
من الفناء الداخلي إلى بقايا الغرف في الغرب. في الخلفية ثسور المدينة الإلكترونية.

كان المبنى الجديد يبلغ طوله حوالي 17.4 م (57 قدم) وعرضه 19 م (62 قدم)، وكان قريبًا من سور المدينة، ومنه تم فصله عن طريق الشارع. يتكون المنزل من ممر به غرف معيشة من الجوانب الأربعة. في الشمال كان مدخل غرفة الانتظار يؤدي إلى المدخل الذي يحتوي على عمودين على الجانب الشرقي. كانت بعض الغرف بارتفاع 5.22 وربما كان ارتفاع الغرف الأخرى حوالي 4 متر ارتفاعًا. كان هناك درج إلى السطح وقبو صغير. يبدو أن السكان كانوا أثرياء نسبيًا. تم تزيين إحدى الغرف بقالب من الجص يصور مشاهد أبولونيان وديونيسيان، والتي يمكن من خلالها الافتراض أن آخر السكان لم يكونوا من بين أفقر السكان عندما تم تحويل المبنى إلى كنيسة.

### التحويل إلى كنيسة

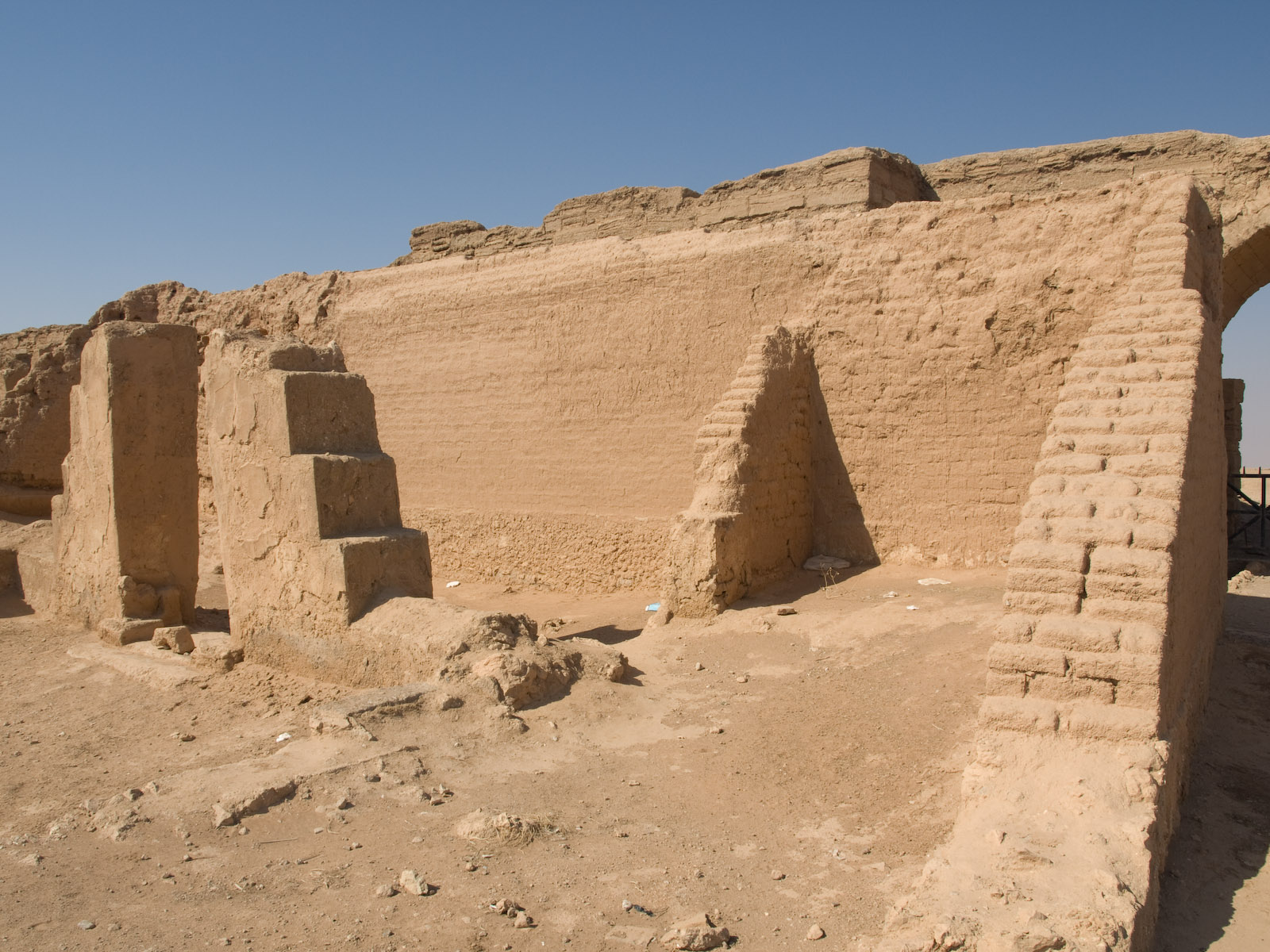
بقايا الكنيسة المنزلية السابقة في عام 2008.

أثناء تحويل المنزل الخاص إلى كنيسة، تم هدم جدار بين غرفتين صغيرتين لإفساح المجال لغرفة الاجتماعات الكبيرة. وهذا يدل على التحول إلى "بيوت الكنائس"، والتي تم تكييفها بشكل دائم للاستخدام الديني. كما هو مذكور في تاريخ أكسفورد للعبادة المسيحية؛ "إحدى الغرف الأكبر حجمًا كانت بمثابة معمودية، وأخرى للاحتفال بالافخارستيا، وثالثة ربما لتعليم الموعوظين".
يبدو أن المنزل قد تم تحويله في حملة واحدة، ويتعلق بشكل رئيسي بالأجزاء الغربية والجنوبية من المبنى. الغرفة الأولى من الشارع (الغرفة 8، تقريبًا 5.7 م × 2.5 م (18.7 قدم × 8.2 قدم)، في الركن الشمالي الشرقي من المبنى، كانت بمثابة دهليز. تم افتتاحه بممر ضخم بواسطة قوس في الفناء، على بعد خطوتين إلى الأسفل. هذه المساحة شبه المربعة 7.7 م × 7.7 م × 8.55 م (25.3 قدم × 25.3 قدم × 28.1 قدم) جدده، ورفع الأرض بمقدار 0.08 م (3.1 بوصة) وتغطيتها بالجمر والجص والبلاط، مما أدى إلى إزالة حوض صغير لتجميع مياه الأمطار كان موجودًا سابقًا في الزاوية الشمالية الغربية، تم بناء مقعد حجري منخفض وضيق 0.5 م × 0.42 م (1.6 قدم × 1.4 قدم) على طول الجدران الغربية والشمالية والجنوبية، وكان يسبقه درج أمامي الدرج 7 وباب الغرفة 6. الجانب الشرقي من الفناء مفتوح على رواق من عمودين بقطر.75 متر متباعدة بشكل متساوٍ. ويبلغ قياسها تقريبًا 9 م × 2.65 م (29.5 قدم × 8.7 قدم). تتيح الأعمدة تقدير ارتفاع السقف في الغرف 2 و3 عند حوالي 4 قدم. في منتصف الجانب الجنوبي من الفناء يُفتح باب ضخم ، والذي كان يمثل المدخل الرئيسي للجناح الجنوبي للمبنى.
في الأصل، شمل ذلك تريكلينيوم، أكبر غرفة في المنزل، والتي كانت بمثابة غرفة طعام (الغرفة 4A). سقف مرتفع (حوالي 5.07 م)؛ كما أنه كان مرتفعًا فوق الفناء تقريبًا
0.5 م (1.6 قدم) ويتضمن مقعدًا حجريًا محيطيًا مغطى بطبقة من الجبس. وضع الموقد مباشرة على يمين المدخل. كان هناك باب صغير في الزاوية الشمالية الشرقية هو المدخل الوحيد إلى الغرفة الثانوية في الزاوية الجنوبية الشرقية من المنزل (الغرفة رقم 3)، والتي ربما كانت بمثابة غرفة مرافق أو غرفة تخزين لغرفة الطعام هذه. باب آخر في الركن الشمالي الغربي من الغرفة 4A مفتوح للغرفة 4B، والتي ربما كانت أيضًا غرفة مرافق.
أثناء عملية التحويل، تم ضم الغرفتين 4A و4B لتكوين غرفة كبيرة مستطيلة الشكل 12*9 متر مربع، ويتم رفع الأرضية عن طريق ردم الأرضية السابقة إلى ارتفاع المقعد. على الجانب الشرقي، تم إنشاء منصة مقابل جدار الفصل الذي يفصل الغرفة الجديدة عن الغرفة 3، والتي تم الحفاظ عليها: هذه المنصة كانت ستتسع لمنبر للقارئ أو الكاتدرائية.  ثقب في الأرض بجانبه كان يمكن أن يتسع لقاعدة مصباح. قطع نافذة في الجدار المواجه للفناء، شمال البوابة مباشرة. كانت هذه الغرفة الكبيرة هي غرفة اجتماعات المجتمع المسيحي.
في الجناح الشمالي للمنزل، شكلت الغرفة رقم 5، والتي كانت تقريبًا 7.5 قدم ومع الغرفة رقم 6 في الزاوية الشمالية الغربية، الأحياء الخاصة للمنزل. ربما جيناسيوم. تم ثقب نافذة في الجدار الجنوبي الشرقي، وكان للمدخل المؤدي إلى الغرفة رقم 6 إلى الشمال زخرفة دقيقة غير عادية بالنسبة للباب الداخلي. كانت الغرفة 6 حوالي 6.8 قدم؛ تم تحويل هذا إلى معمودية. في حالتها الأصلية، كانت غرفة خدمة. تم تقسيمه لأول مرة في الاتجاه الارتفاع عن طريق تركيب سقف بارتفاع 3.45 م (11.3 قدم) عن الأرض. تم حفر الجزء الغربي حتى الصخر لتركيب حوض على الجدار الغربي. وكان الحوض 1.6 قدم نظرية أخرى هي أن المسيحية وصلت إلى دورا يوروبوس مع الجيش الروماني الذي شكل "ما يصل إلى 50 بالمائة" من سكان المدينة خلال الفترة التي احتلوها فيها. تم التنقيب في الكنيسة بالقرب من سور المدينة، الذي كان بمثابة حدود توسع المدينة خلال الفترة التي كانت فيها تحت السيطرة الرومانية.  وبالنظر إلى العديد من المنازل المجاورة كان من المعروف أنها احتلها أفراد من الجيش، وعثر على كتابات على الجدران داخل الكنيسة تحتوي على أسماء ذات أصل لاتيني، وقد تم تأكيد تورط الرومان في الكنيسة بشكل أو بآخر، على الرغم من أن مدى وجودهم المباشر الذي أدى إلى تشكيلها لا يزال موضع نقاش.

## اللوحات
من المعروف أن اللوحات الجدارية الباقية هي "أقدم لوحة رسوم جدارية للكنيسة اكتشفها حتى الآن،" وربما أقدم اللوحات المسيحية المعروفة. "الراعي الصالح"، و"شفاء المفلوج" و"المسيح وبطرس يمشيان على الماء" تعتبر أقدم تصويرات ليسوع. كثيرًا لوحة جدارية أكبر تصور ثلاث نساء يقتربن من تابوت كبير؛ هذا على الأرجح يصور المريمات الثلاثة وهي تزور قبر المسيح أو مثل العذارى العشر. كانت هناك أيضًا لوحات جدارية لـ آدم وحواء، وداود وجالوت. من الواضح أن اللوحات الجدارية تتبع التقليد اليهودي الهلنستي الأيقونية ولكنها تم تنفيذها بشكل أكثر فظًا من اللوحات الموجودة في كنيس دورا يوروبوس المجاور.
بالنسبة الى تاريخ أكسفورد للعبادة المسيحية، ستكون اللوحات المسيحية المبكرة مفاجئة جدًا للمشاهد الحديث:
من الواضح، مع ذلك، أن الصور المبكرة لها أجندة أخرى غير الرسم التوضيحي البسيط للنصوص. في دورا يوروبوس وفي سراديب الموتى، تعمل الملاحظات المرئية للمشاهد التي تبدو غير متصلة على الإجابة على السؤال: من هو إلهنا؟ وهم يعبرون، من خلال القياسات البصرية، عن الانتصار على الموت، الذي تشكل المعمودية بدايته. تبارك الله الأمين الذي أنقذ بني إسرائيل في مياه البحر، الذي أنقذ يونان من بطن الحوت، الذي أنقذ دانيال والفتيان الثلاثة الذين كانوا يسقون الصحراء! مبارك الله الذي، كالراعي، يجد الضال وينقذه، ويشفي المرضى ويطعم الجياع! مبارك الله الذي أقام لعازر من بين الأموات، ويرفع إلى الحياة الأبدية جميع الذين ينزلون في قبر المعمودية! تبارك الله الذي سيفعل لنا الأعمال العظيمة التي فعلها لأسلافنا!

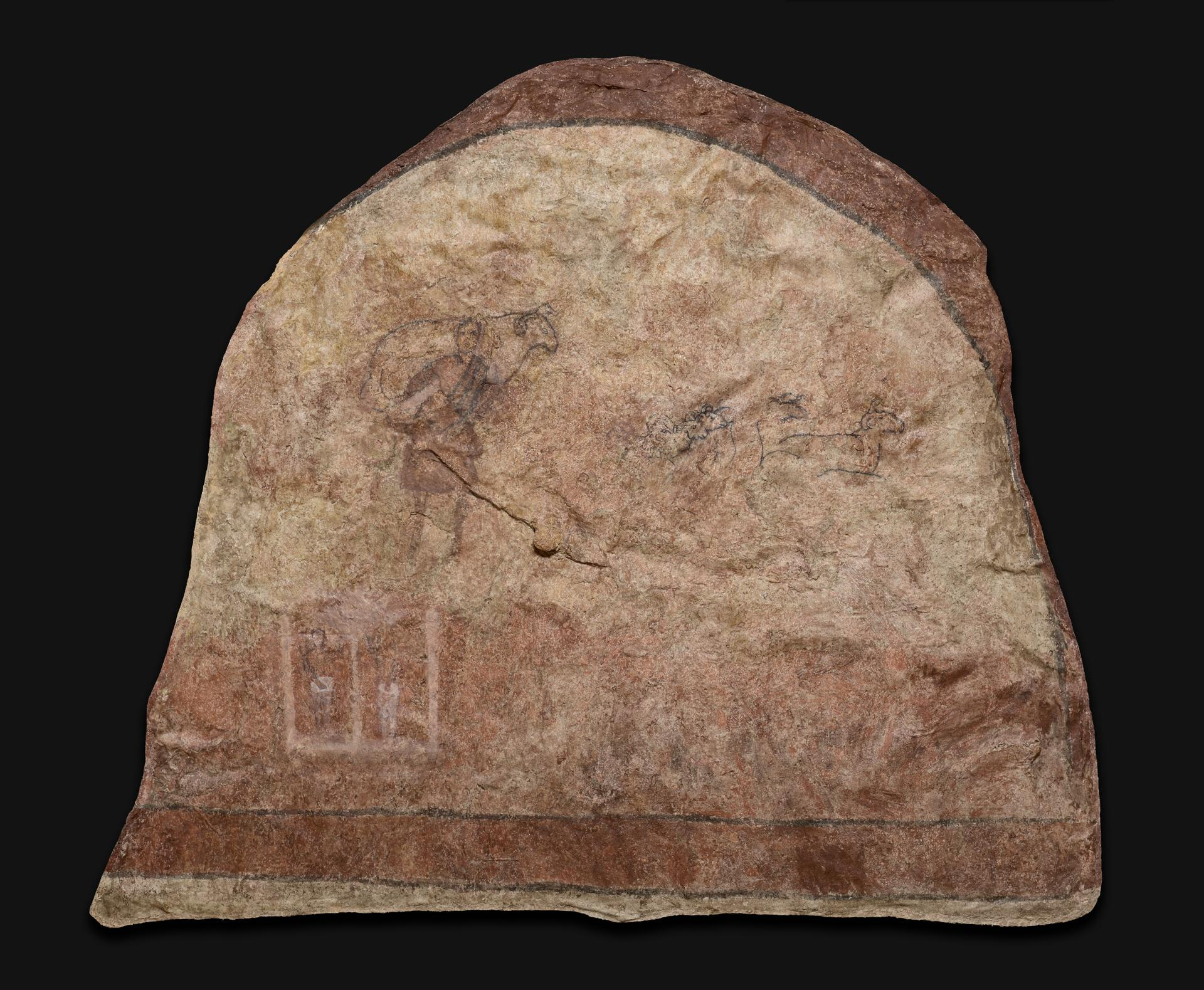
الراعي الصالح (مسيحية)

### المعمودية
تم تزيين المعمودية فقط باللوحات الجدارية، التي ميزت الكنيسة عن الكنيس اليهودي المجاور الذي يتميز بأعمال فنية معروضة في جميع الأنحاء. يفترض الباحثون أن هذا الاختلاف ينبع من رغبة المسيحية في تعزيز التحول في ذلك الوقت، والذي لن يحدث إلا داخل المعمودية ويمنح المتحول تجربة فريدة لمشاهدة الأعمال الفنية عندما مسحت.  يمكن إعادة بناء سقف الغرفة باستخدام أجزاء من الجبس؛ طليت باللون الأزرق الداكن مع النجوم الساطعة.  كان جرن المعمودية على الجانب الغربي من الغرفة، حيث كانت هناك مظلة من الطوب ذات سقف مقبب عمودين فيالمقدمة. طليت الأعمدة باللون الأسود الكلاسيكي مع عروق سوداء، وربما لتقليد الرخام. متوفر في الخارج فوق المشكاة الفواكه في قوس قزح. كان السقف داخل المحراب باللون الأزرق مع النجوم الساطعة.  داخل المحراب كان يوجد جرن المعمودية. توجد لوحات على الحائط الخلفي. كان الراعي الصالح على اليسار وكبشًا على كتفيه. كان الشكل بارتفاع تقريبًا. وقد تم تصوير قطيع من الأغنام أمام الحقل في وسط الحقل وفي كولورادو. لا يمكن تحديد عدد الأغنام والكباش اليوم؛ ربما كان ذلك بين الثالثة عشرة والسادسة عشرة. الأغنام التايواني في أقصى اليمين يشرب الماء، على الرغم من أن هذا الجزء من الشاحن كان في حالة سيئة. كان العدد الأكبر من الأغنام غير مناسب للعروض التقديمية المماثلة. تحت الراعي آدم وحواء؛ يبدو أن الرقم كلاين يضاف لاحقا. تم العثور على الصورة بشكل كامل وتم العثور عليها في أجزاء كان لا بد من إعادة تجميعها. من غير ما إذا كان هناك العديد من الأغنام ذات معنى رمزي. كان تمثيل الراعي الصالح شاعًا للغاية في العصور القديمة؛ إنها صورة دائمة لرجل شاب بلا لحية يرتدي تنورة قصيرة ويحمل خروفًا على ظهره. اتفق الباحثون على أنها تصوير لقصة شفاء رجل مشلول وردت في مرقس 2: 1-12، على الرغم من وجود آراء أخرى في تفسير المشهد.

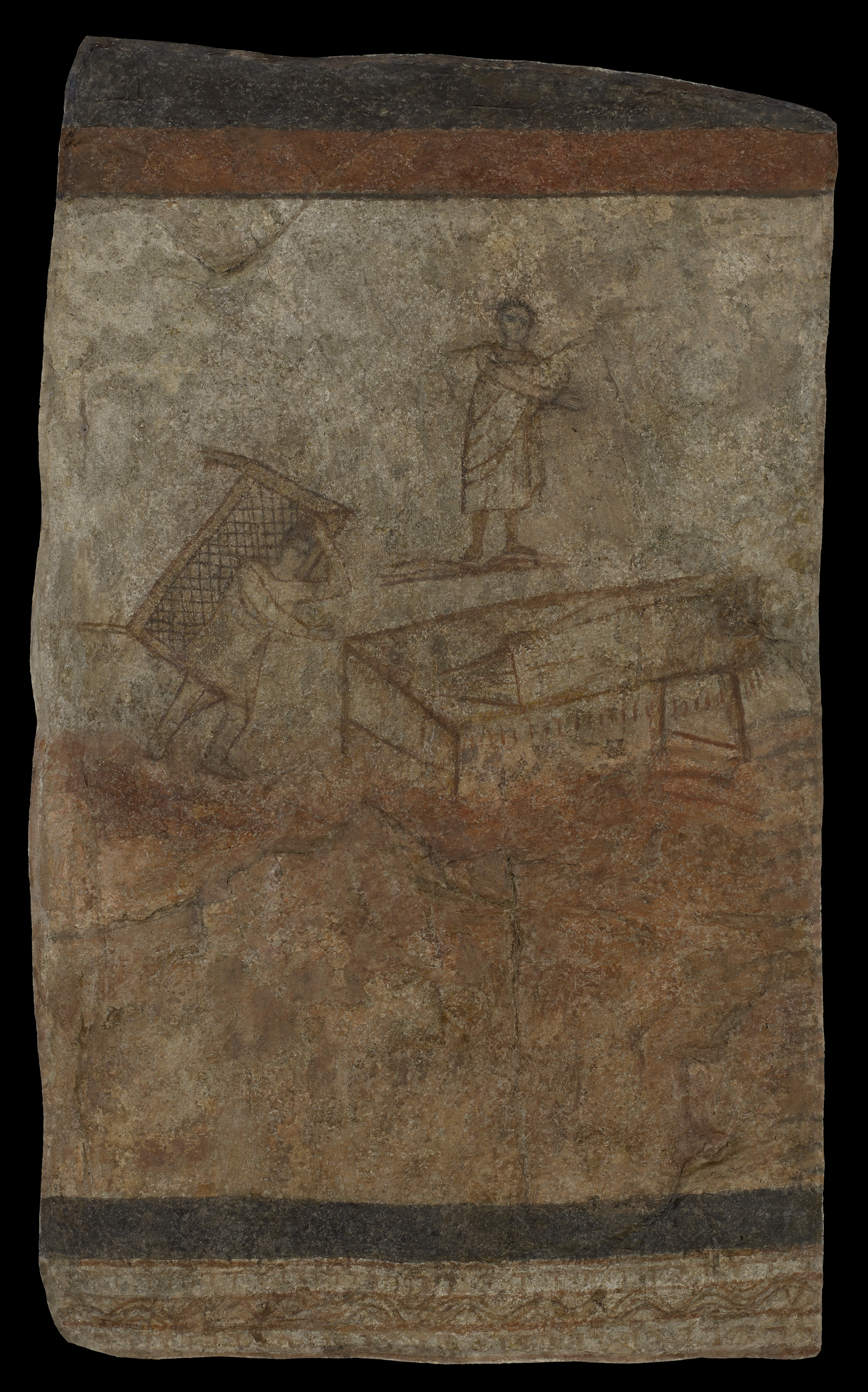
شفاء المشلول

وعلى يمينه مشهد آخر يظهر رجلين يسيران على الماء، وهو تصوير لقصة يسوع يمشي على الماء، والتي رويت في مرقس 6: 45-61 وفي متى 14: 22–34. حفظ على المشهد جزئيًا فقط لأن الجدار كان يمزق. في الخلفية، هناك سفينة كبيرة على متنها الرسل، الذين يراقبون الرجلين. حفظ على خمس شخصيات:
يشجع المسيح رسوله بطرس على السير فوق بحر عاصف بينما تبحر سفينة تحمل رسلًا آخرين في الخلفية. أخبرت الصورة المشاهدين أنه كما أنقذ المسيح بطرس من الغرق في مياه الجليل، فإنه سيخلص النفوس المسيحية المعمدة من خلال موته وقيامته.

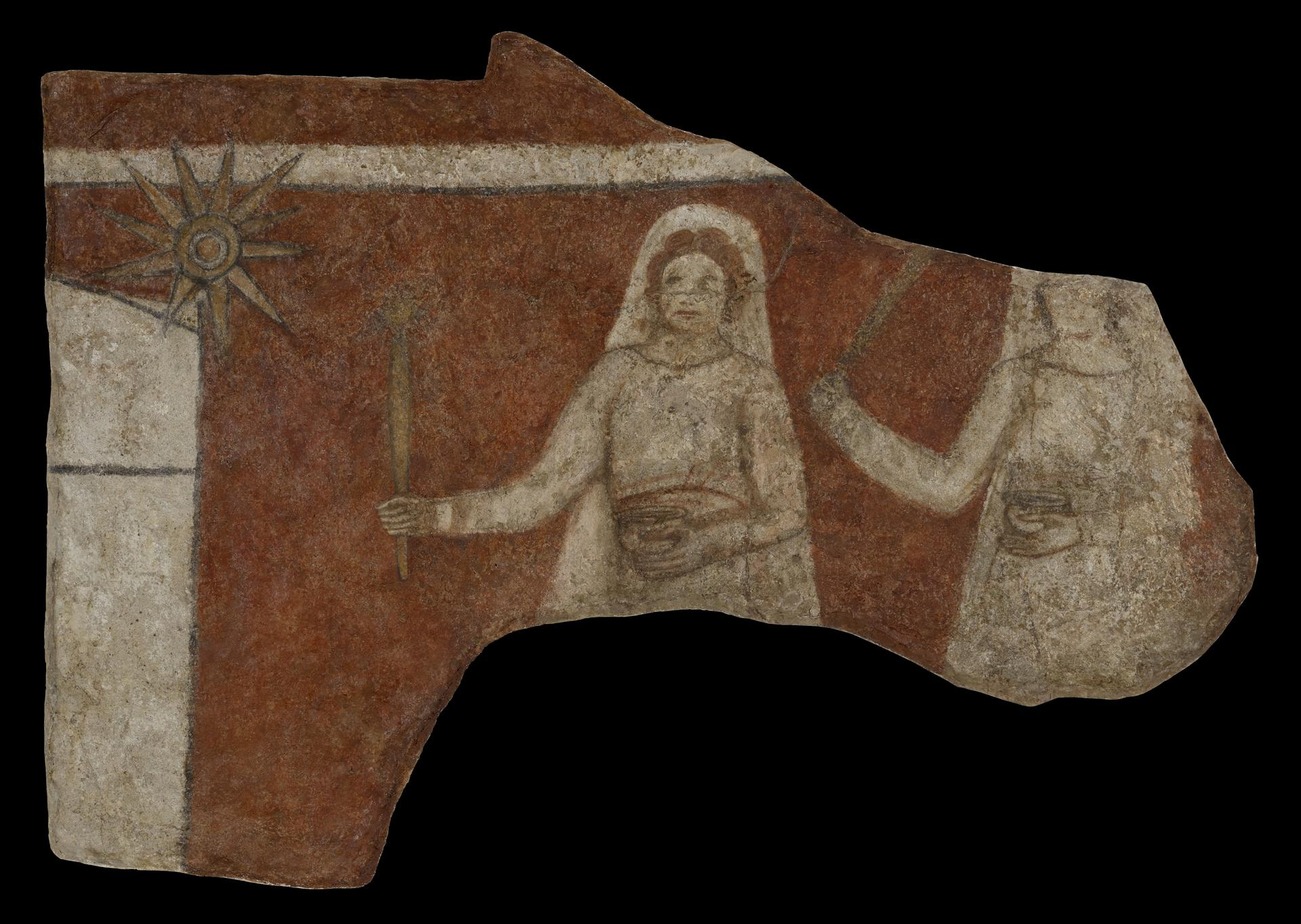
مسيرة النساء

### امرأة عند النافورة والحديقة

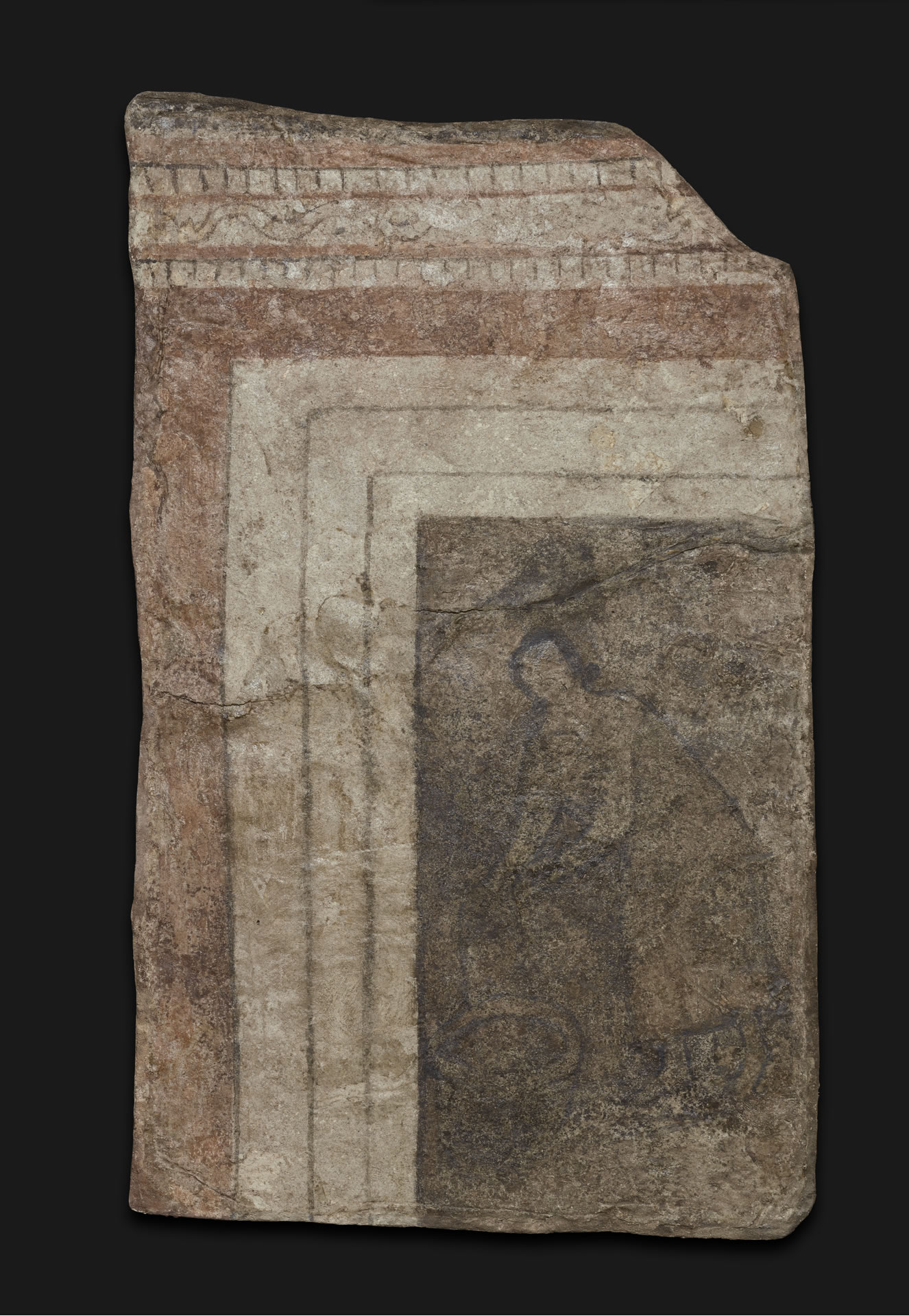
المرأة السامرية عند البئر، أو ربما القديسة مريم

كان للجدار الجنوبي بابان ومكان، مما يحد من المساحة المتاحة للوحات. بالقرب من المحراب الرئيسي، كانت هناك صورة لامرأة تقف بجانب النافورة. تستدير إلى اليسار وترتدي رداءً طويلًا مع وردة على صدرها. أمامها بئر تنزل فيه حبلين. ويمكن رؤية صفين على ظهورهم ينزلون من السماء. في الأدبيات القديمة، تم تفسير المرأة على أنها المرأة السامرية عند البئر وأحيانًا أيضًا على أنها رفقة. اعتبارات حديثة، مع ذلك ، اجعل الأمر أكثر احتمالاً أن اللوحة تصور مريم العذراء.
فوق المرأة، في الجزء العلوي من الجدار بجوار المظلة، كانت هناك لوحة لحديقة. يبقى هذا المشهد فقط في الأوصاف والصورة رديئة من الناحية الفنية.

### داود وجالوت
على الجدار الجنوبي، أسفل الكوة بين البابين، كان هناك تصوير لـ داود وجالوت، وهو ما تشهد عليه بوضوح النقوش الموجودة على الأشكال. وكان هذا التصوير في حالة سيئة. كان فوق المشهد نقش يوناني: "τὸν Χ(ριστὸ)ν Ἰ(ησοῦ)ν ὑμεῖν. Μνήσκεσθε Πρ]όκлου" ("المسيح يسوع (يكون)" معك، تذكر بروكلوس"). من غير الواضح ما إذا كان النقش مرتبطًا بأساس من جانب بروكلس المذكور أم أنه تم تثبيته في ذاكرته بعد وفاته. يقف داود على اليمين ويضرب جالوت. في الصورة، صور داود كجندي روماني وجالوت يرتدي زي الفارسي، الذي كان أعداء الرومان المعاصرين. إن تصوير داود في المعمودية أمر غير عادي ولكن بالنسبة للكنيسة الشرقية، كان داود نموذجًا أوليًا للرجل الممسوح، حيث مسحه في الكتاب المقدس بواسطة صموئيل قبل معركته مع جالوت، مما يضمن انتصاره. المسحة تمت أيضًا في المعمودية، حيث كان يُنظر إلى المعمودية أيضًا كنوع من المسحة.

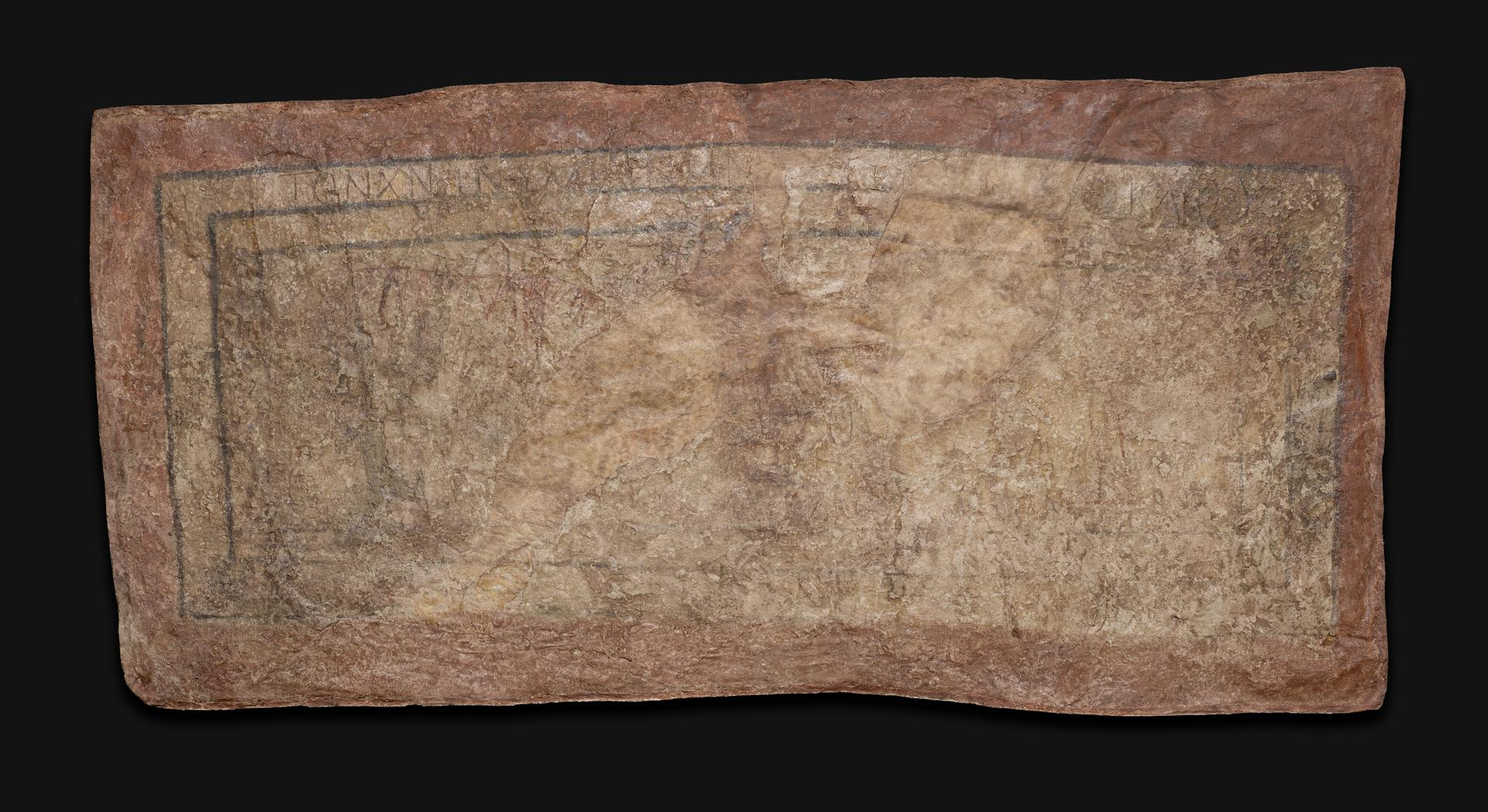
لوحة حائط المعمودية: داود وجالوت (مع النقش)

## الكتابة على الجدران
وتم العثور على كتابات ورسومات على جدران المنزل. يعد النقش اليوناني على الجدار الغربي لقاعة التجمع مهمًا لتاريخ المبنى. وهو يذكر سنة 545 من العصر السلوقي، والذي يوافق سنة 232/233م. كانت هناك عدة أمثلة على الأبجدية اليونانية موجودة، كما كان أحدها مثال على الأبجدية السريانية. تم أيضًا تحديد أربعة أسماء، اثنان منها، بولس وبروكلس، يأتيان من اللاتينية ويرتبطان بأعضاء من الأبجدية الرومانية. الحامية التي احتلت المدينة، مما يضفي على النظرية القائلة بأن الجيش الروماني كان له تأثير على أصل المسيحية في دورا-أوروبوس. تجدر الإشارة أيضًا إلى رسمين خطيين، كل منهما يصور متسابقًا. 

## المباني المماثلة
تقع آثار أقدم كنيسة بيتية مصنوعة من الكتل الحجرية، والتي بنيت في بداية القرن الرابع الميلادي من خلال تحويل مبنى سكني، في قرقبيز شمال غرب سوريا. في قرية فافرتين المجاورة يوجد أقدم مبنى كنيسة شييد لهذا الغرض، وهو منقوش ويعود تاريخه إلى عام 372م.

## أنظر أيضاً
- بطريركية الروم الملكيين الكاثوليك في أنطاكية
- أبرشية السريان الكاثوليك في حلب
- أبرشية السريان الكاثوليك بدمشق
- أبرشية حلب الكلدانية الكاثوليكية